# Guido (slang)
     Tedeschi
     Americani
     Messicani
     Irlandesi
     Africani
     Italiani
     Inglesi
     Giapponesi
     Portoricani

Gruppi etnici maggioritari nei diversi Stati d'America. Gli italoamericani sono il primo gruppo etnico in quattro Stati del nord-est: New Jersey, New York, Connecticut e Rhode Island:
Tedeschi
Americani
Messicani
Irlandesi
Africani
Italiani
Inglesi
Giapponesi
Portoricani

Guido (pronuncia inglese: /ˈɡwiːdoʊ/) è un termine gergale che storicamente designava la classe operaia urbana italo-americana. Lo stereotipo del "Guido" ha assunto varie connotazioni nel corso del tempo. In origine, il termine era per lo più usato per indicare in maniera dispregiativa gli italo-americani che si rendevano responsabili di azioni illegali o particolarmente violente, sovente riconducibili ai legami con la criminalità organizzata. In tempi più moderni ha iniziato ad identificare gli italiani che si comportano come teppisti o che hanno un atteggiamento apertamente ostile e vandalico. Il momento esatto in cui ha iniziato ad assumere quest'ultima accezione non è chiaro, ma alcune fonti indicano orientativamente gli anni tra il 1970 e il 1980.

## Etimologia
Tale termine trae la propria origine dal nome proprio italiano "Guido" (molto comune tra gli immigrati) o, meno probabilmente, dal verbo italiano "Guidare". Qualche ricercatore ha ipotizzato che possa essersi sviluppato come insulto nell'ambito stesso della comunità italo-americana, nei confronti dei nuovi arrivati.

## L'uso moderno e la reazione degli Italo-americani
Il termine è particolarmente diffuso nelle aree metropolitane del nord-est degli Stati Uniti, aree con una numerosa comunità di italo-americani (come Brooklyn, Staten Island, Queens, Bronx, Long Island, Connecticut, South Philadelphia, Little Italy a Baltimora, Federal Hill a Providence, Johnston, Rhode Island e New Jersey). In altre zone, termini come Mario (Chicago) e Gino (East Haven, Connecticut, Toronto, Montréal) hanno un significato analogo a Guido. Anche se alcuni italiani identificano se stessi con il termine "Guido", questa parola molto spesso assume una accezione denigratoria, divenendo insulto etnico.
Nel 2009, MTV suscitò delle pesanti polemiche per l'utilizzo che fece di tale termine in alcuni spot pubblicitari per il reality show Jersey Shore, che vede protagonista un cast di italo-americani. La protesta fu appoggiata da alcune organizzazioni italo-americane come Unico National, NIAF, l'Ordine Figli d'Italia in America. Nonostante MTV abbia rimosso il termine da alcune sue promozioni, esso è rimasto strettamente associato all'reality show, inoltre alcuni membri del cast lo utilizzano regolarmente per descrivere se stessi, mentre la controparte femminile del termine solitamente diventa "guidette".

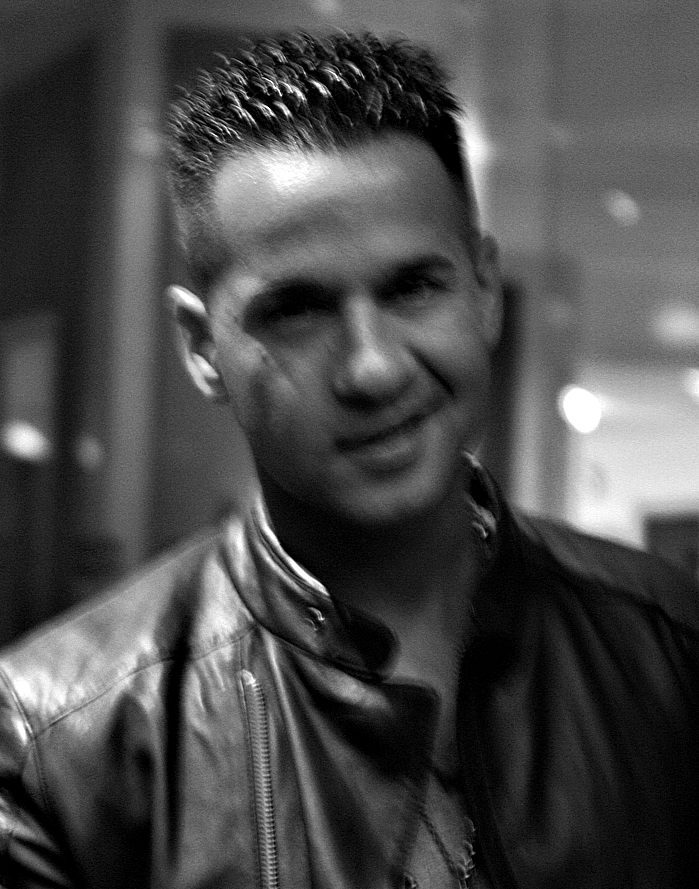
Michael Sorrentino del reality show Jersey Shore, la quale indossa abiti tipici italo-americani associati alla sottocultura: catena d'oro, giubbotto chiodo e ciuffo.

Secondo il professore e autore Pellegrino D'Acierno, "Guido" è un termine dispregiativo per riferirsi alla classe operaia stereotipata italo-americana, "un termine peggiorativo applicato alla classe lavoratrice, alla figura del macho, uso di amuleti dorati, auto-proiettarsi come ragazzi del quartiere, con una propensione verso le auto sportive. Lo stereotipo del "Guido" e la rappresentazione delle comunità operaie italo-americane nel cinema americano, Peter Bondanella sostiene che: "Anche se alcuni film vedono la classe operaia come un gruppo potenzialmente nobile e dignitoso, altri invece la vedono come un Guido o una Guidette la quale fanno parte di un gruppo insipido, ignorante e pregiudicato, con una visione stereotipata del personaggio con la catena d'oro, capellone e abrasivo.

## Lo stile stereotipico
Il comportamento associato alla sottocultura del "Guido" contempla il ricorso alla violenza, allo scontro verbale e fisico (raramente psicologico), nonché un'accentuata propensione a delinquere, e a compiere atti di ragguardevole efferatezza. L'abbigliamento che si riscontra nello stereotipo del "Guido" include poi: l'uso di gioielli come le catene d'oro, amuleti d'oro come il corno ("cornicello") o medaglioni dei santi, e anelli da mignolo; l'abbigliamento della classe operaia, canottiere (anche chiamate "guinea t" o "dago t", essendo, "guinea" e "dago", insulti etnici per gli italiani), giacche di pelle, coppole, tute da ginnastica, le camicie eleganti aperte con le canottiere sotto, e abbigliamento per la discoteca. Anche la pompadour e l'uso dei prodotti per i capelli sono associati con lo stile "Guido". Certi aspetti dello stile "Guido" sono simili allo stile stereotipico dei "tamarri" italiani, sebbene non si possano comunque ritenere equivalenti.